# James Lees-Milne

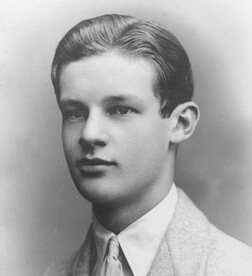

James Lees-Milne (1908-1997) foi um escritor inglês, perito em casas de campo inglesas. Foi um influente historiador de arquitectura, romancista e destacado biógrafo. A sua prolongada influência suporta-se no facto de que foi, também, um dos mais importantes diarista do século XX.

## Biografia
Lees-Milne cresceu em Wickhamford, Worcestershire, no seio de uma família que prosperou devido às manufacturas que possuía. Estudo na Lockers Park Prep School, Eton e na Universidade de Oxford. De 1931 a 1935, foi o secretário pessoal, de George Lloyd, 1º Barão Lloyd de Dolobran.
Em 1936, foi nomeado secretário-geral do Comité das Casas de Campo do National Trust for Places of Historic Interest or Natural Beauty; permaneceu no cargo até 1950, exceptuando o período de 1939 q 1941 em que prestou serviço militar. A sua intervenção foi fundamental para a primeira transferência de propriedade de um grande número de casas de campo inglesas para o Trust. Após a sua demissão em 1950, manteve-se ligado à Fundação como um consultor em part-time para temas de arquitectura e como membro de diversos comités.
Lees-Milne visitava Lady Diana Mosley quando o Rei Eduardo VIII abdicou. O objectivo da sua visita era avaliar a casa do século XVII que Lady Mosley e o seu marido, Sir Oswald Mosley, tinham arrendado; mais tarde registou que ele e Diana (o seu marido estava em Londres) ouviram o discurso radiofónico de abdicação do rei lavados em lágrimas. Lees-Milne tinha estado apaixonado pelo irmão de Diana, Tom Mitford, em Eton, e tinha ficado devastado com a sua morte na guerra na Birmânia, em 1945.
A partir de 1974, residiu a maior parte do tempo em Badminton House no Gloucestershire, enquanto trabalhava na biblioteca de William Beckford em Lansdown Crescent em Bath. Foi amigo de muitos dos mais destacados intelectuais e personalidades britânicas do seu tempo, incluindo Nancy Mitford, Harold Nicolson (sobre quem escreveu uma biografia em dois volumes), Deborah Mitford, e Cyril Connolly. Casou em 1951 com Alvilde Chaplin, uma reconhecida paisagista. Alvide morreu em 1994. Tanto Lees-Milne como a seua mulher eram bissexuais. Alvilde manteve relações lésbicas com Vita Sackville-West e a endinheirada Winnaretta Singer, entre outras.
A partir ed 1947, Lees-Milne publicou um conjunto de obras sobre arquitectura destinadas a uma audiência generalista. Foi também um notável diarista. Os seus diários foram publicados em vários volumes e foram muito bem acolhidos, tento atraído mais tarde um estatuto de obra de culto. Escreveu ainda diversas outras biografias e um romance autobiográfico.
A sua biografia autorizada, da autoria de Michael Bloch, seu amigo e testamenteiro literário, foi publicada em Setembro de 2009 por John Murray (ISBN 978-0-7195-6034-7).